# Pidonia ignobilis
Pidonia ignobilis là một loài bọ cánh cứng trong họ Cerambycidae.